# Alvechurch FC
Alvechurch FC (celým názvem: Alvechurch Football Club) je anglický fotbalový klub, který sídlí v obci Alvechurch v nemetropolitním hrabství Worcestershire. Založen byl v roce 1929. Od sezóny 2018/19 hraje v Southern Football League Premier Division Central (7. nejvyšší soutěž). Klubové barvy jsou zlatá a černá.
Své domácí zápasy odehrává na stadionu Lye Meadow s kapacitou 3 000 diváků.

## Historické názvy
Zdroj: 
- 1929 – Alvechurch FC (Alvechurch Football Club)
- 1993 – zánik
- 1994 – obnovena činnost pod názvem Alvechurch Villa FC (Alvechurch Villa Football Club)
- 1996 – Alvechurch FC (Alvechurch Football Club)

## Získané trofeje
- Worcestershire Senior Cup ( 3× )
  - 1972/73, 1973/74, 1976/77

## Úspěchy v domácích pohárech
Zdroj: 
- FA Cup
  - 3. kolo: 1973/74
- FA Amateur Cup
  - Semifinále: 1965/66
- FA Trophy
  - 3. kolo: 1980/81
- FA Vase
  - 4. kolo: 2015/16

## Umístění v jednotlivých sezonách
Stručný přehled
Zdroj: 
- 1961–1968: Worcestershire Combination (Division One)
- 1968–1973: Midland Combination (Division One)
- 1973–1978: West Midlands Regional League (Premier Division)
- 1978–1979: Southern Football League (Division One North)
- 1979–1982: Southern Football League (Midland Division)
- 1982–1990: Southern Football League (Premier Division)
- 1990–1992: Southern Football League (Midland Division)
- 1992–1993: West Midlands Regional League (Premier Division)
- 1994–2003: Midland Combination (Premier Division)
- 2003–2014: Midland Football Alliance
- 2014–2017: Midland Football League (Premier Division)
- 2017–2018: Northern Premier League (Division One South)
- 2018– : Southern Football League (Premier Division Central)

Jednotlivé ročníky
Zdroj: 
Legenda: Z - zápasy, V - výhry, R - remízy, P - porážky, VG - vstřelené góly, OG - obdržené góly, +/- - rozdíl skóre, B - body, červené podbarvení - sestup, zelené podbarvení - postup, fialové podbarvení - reorganizace, změna skupiny či soutěže
| Sezóny  | Liga                                                | Úroveň | Z  | V  | R  | P  | VG | OG  | +/- | B   | Pozice |
| ------- | --------------------------------------------------- | ------ | -- | -- | -- | -- | -- | --- | --- | --- | ------ |
| 2009/10 | Midland Football Alliance                           | 9      | 42 | 19 | 9  | 14 | 86 | 66  | +20 | 66  | 7.     |
| 2010/11 | Midland Football Alliance                           | 9      | 44 | 8  | 7  | 29 | 47 | 119 | -72 | 31  | 20.    |
| 2011/12 | Midland Football Alliance                           | 9      | 42 | 14 | 9  | 19 | 58 | 67  | -9  | 51  | 13.    |
| 2012/13 | Midland Football Alliance                           | 9      | 42 | 18 | 8  | 16 | 70 | 75  | -5  | 62  | 11.    |
| 2013/14 | Midland Football Alliance                           | 9      | 42 | 17 | 7  | 18 | 68 | 72  | -4  | 58  | 13.    |
| 2014/15 | Midland Football League (Premier Division)          | 9      | 42 | 12 | 12 | 18 | 52 | 63  | -11 | 48  | 15.    |
| 2015/16 | Midland Football League (Premier Division)          | 9      | 42 | 32 | 5  | 5  | 99 | 30  | +69 | 101 | 2.     |
| 2016/17 | Midland Football League (Premier Division)          | 9      | 42 | 28 | 8  | 6  | 91 | 33  | +58 | 92  | 1.     |
| 2017/18 | Northern Premier League (Division One South)        | 8      | 42 | 25 | 10 | 7  | 78 | 49  | +29 | 85  | 2.     |
| 2018/19 | Southern Football League (Premier Division Central) | 7      | 42 | 21 | 10 | 11 | 66 | 53  | +13 | 73  | 4.     |
| 2019/20 | Southern Football League (Premier Division Central) | 7      | 30 | 4  | 5  | 21 | 25 | 58  | -33 | 17  | 21.    |